# Haustration

Haustrations sur le colon qui apparaît en rose foncé.

Les haustrations sont des bosselures situées sur la paroi du côlon. Elles sont marquées par les plis semi-lunaires et les bandelettes (ou taenias) du côlon. Elles sont bien visibles sur le côlon ascendant, sur le côlon transverse et le côlon descendant, mais absentes au niveau du côlon sigmoïde.